# Kenta Chida
Kenta Chida (千田健太 Chida Kenta?) (n. 22 august 1985, Kesennuma, Prefectura Miyagi, Japonia) este un scrimer japonez specializat pe floretă, laureat cu argint pe echipe la Olimpiada din 2012 și cu bronz pe echipe la Campionatul Mondial de Scrimă din 2010.

## Carieră
Tatăl lui, Kenichi Chida, a fost și el un scrimer de performanță. S-a calificat la Jocurile Olimpice de vară din 1980 de la Moscova, dar acestea au fost boicotate de Japonia și el nu a putut să participe. Totuși, nu a făcut nicio încercare de a-și împinge fiul în scrima: Kenta a ales însuși acest sport în primul an de gimnaziu.
În sezonul 2002-2003 a început să tragă în categoria de seniori, apoi s-a alăturat echipei naționale a Japonia. A făcut progrese majore în sezonul 2006-2007, cu două medalii de bronz la etapele de Cupa Mondială de la Tokyo și de la Cairo. S-a calificat la Jocurile Olimpice din 2008, dar a fost eliminat în tabloul de 32 de germanul Benjamin Kleibrink. La Jocurile Olimpice din 2012 de la Londra, a pierdut în același tur cu francezul Victor Sintès. La proba pe echipe, Japonia a trecut de China în sferturi de finală, apoi a câștigat cu Germania la o tușă. A fost învinsă de Italia în finală și a rămas cu medalia de argint.

## Palmares
Clasamentul la Cupa Mondială
| An  | 2004 | 2005 | 2006 | 2007 | 2008 | 2009 | 2010 | 2011 | 2012 | 2013 | 2014 | 2015 |
| --- | ---- | ---- | ---- | ---- | ---- | ---- | ---- | ---- | ---- | ---- | ---- | ---- |
| Loc | 181  | 157  | 18   | 14   | 12   | 48   | 29   | 20   | 35   | 16   | 28   | 54   |

## Legături externe
- Materiale media legate de Kenta Chida la Wikimedia Commons
- en Kenta Chida la Olympedia.org